# Dorothée Jemma
Pour les articles homonymes, voir Jemma.
Pour l’article ayant un titre homophone, voir Jemaa.
Dorothée Jemma est une actrice et directrice artistique française.
Particulièrement active dans le doublage, elle est notamment la voix française régulière de Jennifer Aniston, Melanie Griffith et Sheryl Lee.

## Biographie
Fille du comédien Jean-Louis Jemma (célèbre voix française de Zorro) et nièce de l'acteur Marcel Jemma, elle voulait être danseuse mais son père l'a plutôt dirigée vers le monde du théâtre,. Elle démarre son métier d'actrice dès seize ans.[réf. nécessaire] Elle est notamment la voix de Cécile Aubry dans la version française du film de Henry Hathaway, la Rose noire, avec Tyrone Power et Orson Welles, grimé en Mongol, bien sûr ! C’est sur ce tournage (au Maroc) que Cécile Aubry rencontra le fils du pacha de Marrakech, père de leur fils, Mehdi.
Vivant à la campagne, elle adore l'équitation et le ski.[réf. nécessaire][non neutre]i
En 1994, Dorothée Jemma devient la voix française de Jennifer Aniston (alias Rachel Green) dans la série télévisée Friends, ayant réduit la possibilité d'autres engagements de voix, cela a amené celle-ci (mais aussi Emmanuel Curtil (Chandler Bing) et Mark Lesser (Joey Tribiani), à demander une augmentation de salaire pour cette performance. La réponse a été leur remplacement par Monika Lawinska (Rachel), Antoine Nouel (Chandler) et Olivier Jankovic (Joey,).
En juillet 2002, Dorothée Jemma est l’invitée de la Japan Expo 4e Impact.[réf. nécessaire]

## Théâtre
- 1973 : Les Femmes savantes de Molière, mise en scène Michel Debane, Festival d'Amboise
- 1974 : Ce soir, on improvise de Luigi Pirandello, mise en scène Jacques Destoop
- 1975 : Le Baron perché d'après Italo Calvino, mise en scène Jacques Échantillon

## Filmographie

### Cinéma
- 1977 : Gloria : Lili Clape
- 1979 : Le Temps des vacances : Natacha
- 1979 : Coup de tête : Marie
- 1980 : Une merveilleuse journée : Gladys
- 1982 : Guy de Maupassant : Comtesse Funck
- 1990 : La Passion de Bernadette
- 1994 : Grosse fatigue : La femme enceinte
- 2003 : Laisse tes mains sur mes hanches : Alice
- 2008 : Astérix aux Jeux olympiques : Bonemine

### Télévision
- 1975 : Ce soir on improvise : Dorina (Téléfilm)
- 1975 : Un changement de saison (Téléfilm)
- 1976 : Gustalin : Jeannette (Téléfilm)
- 1977 : Histoire de la grandeur et de la décadence de César Birotteau : Césarine Birotteau (Mini-série)
- 1977 : Ne le dites pas avec des roses : Véronique Lafoy (1 Épisode)
- 1978 : Un ours pas comme les autres : Nicole (Mini-série)
- 1979 : Madame de Sévigné : Idylle familiale avec Bussy-Rabutin : Louise de Rouville (Téléfilm)
- 1979 : Le Tourbillon des jours : Mélanie (Mini-série)
- 1979 : Le pape des escargots : Manon (Mini-série)
- 1979 : Les Amours de la Belle Époque : Perrine (2 Épisodes)
- 1980 : Le coq de Bruyère : Mariette (Téléfilm)
- 1981 : La ramandeuse : Sophie (Téléfilm)
- 1981 : Au théâtre ce soir : Nadine (1 Épisode)
- 1981 : Commissaire Moulin : Gigite (1 Épisode)
- 1982 : Le Fou du viaduc : Catherine (Téléfilm)
- 1982 : L'Esprit de famille : Béatrice (7 Épisodes)
- 1982 : Médecins de nuit d' Emmanuel Fonlladosa, épisode : Quingaoshu (série télévisée) : Colette
- 1983 : Deux amies d'enfance (Mini-série)
- 1984 : Marie Pervenche : Françoise (1 Épisode)
- 1985 : Hôtel de police : Madame Guyot (1 Épisode)
- 1985 : La Famille Bargeot (1 Épisode)
- 1986 : À nous les beaux dimanches : Maryse (Téléfilm)
- 1987 : La baleine blanche (1 Épisode)
- 1989 : La Grande Cabriole (Mini-série)
- 1990 : Tribunal : Madame Laporte (1 Épisode)
- 1994 : Commissaire Moulin : Françoise Brunetti (1 Épisode)
- 1995 : Une nana pas comme les autres : La charcutière (Téléfilm)
- 1997 : Maître Da Costa : Madeleine Plantu (1 Épisode)
- 1997 : Ivanhoë - Chevalier du roi : Rowena (1 Épisode)
- 1998 : Dossiers : Disparus : Ghislaine Coletti (1 Épisode)
- 1999 : La Traversée du phare : Madame Pertthuis (Téléfilm)
- 2000 : Avocats et Associés : Karine (1 Épisode)
- 2000 : La Crim' : Jocelyne Gallet (1 Épisode)
- 2002 : Commissariat Bastille (1 Épisode)
- 2005 : Trois jours en juin : Madame Gollety (Téléfilm)
- 2005 : La Battante : Genevieve (Mini-série)
- 2009 : Plus belle la vie : Edith Delvaux (11 Épisodes)
- 2017 : Coup de foudre à Noël : Madame Potus (Téléfilm)

## Doublage

### Cinéma

#### Films
- Jennifer Aniston dans (29 films) :
  - Rêve pour une insomniaque (1996) : Allison
  - Trait pour trait (1997) : Kate Mosley
  - 35 heures, c'est déjà trop (1999) : Joanna
  - Rock Star (2001) : Emily Poule
  - The Good Girl (2002) : Justine Last
  - Bruce tout puissant (2003) : Grace Connelly
  - Polly et moi (2004) : Polly Prince
  - Dérapage (2005) : Lucinda Harris / Jane
  - Friends with Money (2006) : Olivia
  - La Rupture (2006) : Brooke Meyers
  - Marley et moi (2008) : Jennifer Grogan
  - Ce que pensent les hommes (2009) : Beth
  - Coup de foudre à Seattle (2009) : Éloïse
  - Love Manager (2009) : Sue Claussen
  - Le Chasseur de primes (2010) : Nicole Hurley
  - Une famille très moderne (2010) : Kassie Larson
  - Le Mytho (2011) : Katherine Murphy
  - Comment tuer son boss ? (2011) : Dr Julia Harris
  - Peace, Love et plus si affinités (2012) : Linda
  - Les Miller, une famille en herbe (2013) : Sarah 'Rose' O'Reilly
  - Broadway Therapy (2014) : Jane Claremont
  - Cake (2014) : Claire Bennett
  - Comment tuer son boss 2 (2015) : Dr Julia Harris
  - Joyeuse fête des mères (2016) : Sandy Newhouse
  - Joyeux Bordel ! (2016) : Carol Vanstone
  - Dumplin' (2018) : Rosie Dickson
  - Murder Mystery (2019) : Audrey Spitz
  - Murder Mystery 2 (2023) : Audrey Spitz
  - Le Silence de Mélodie (2024) : la voix intérieure de Mélodie Brooks (voix)
- Melanie Griffith dans (10 films) :
  - Milagro (1988) : Flossie Devine
  - Fenêtre sur Pacifique (1990) : Patty Palmer
  - Le Bûcher des vanités (1990) : Maria Ruskin
  - Une lueur dans la nuit (1992) : Linda Voss
  - Une étrangère parmi nous (1992) : Emily Eden
  - Two Much (1995) : Betty Kerner
  - Les Hommes de l'ombre (1996) : Katherine Hoover
  - Les Maîtres du jeu (2004) : Eve
  - Autómata (2014) : Dr Duprè
  - The Disaster Artist (2017) : Jean Shelton
- Shelley Long dans :
  - Les Croque-morts en folie (1982) : Belinda Keaton
  - Une baraque à tout casser (1986) : Anna Crowley
  - Une chance pas croyable (1987) : Lauren Ames
- Sheryl Lee dans :
  - Dante's View (1998) : Sam Kingsley
  - Angel's Dance (1999) : Angelica Chaste
  - Killing Fields (2011) : Lucie Sliger
- Mariel Hemingway dans :
  - Star 80 (1983) : Dorothy Stratten
  - Superman 4 (1987) : Lacy Warfield
- Lisa Jane Persky dans :
  - Peggy Sue s'est mariée (1986) : Delores Dodge
  - Quand Harry rencontre Sally (1989) : Alice
- Heather Graham dans :
  - La Nuit du défi (1992) : Emily Forrester
  - Gray Matters (2006) : Gray
- 1951[6] : Allons donc, papa ! : Kay Dunstan (Elizabeth Taylor)
- 1979 : Les Vampires de Salem : Bonnie Sawyer (Julie Cobb)[7]
- 1982 : 48 heures : Rosalie (Kerry Sherman)
- 1982 : Drôle de missionnaire : Violette (Sophie Thompson)
- 1983 : Jamais plus jamais : Domino Petacci (Kim Basinger)
- 1983 : Le Dernier Testament : Mary Liz Wetherly (Roxana Zal)
- 1984 : Footloose : Wendy Jo (Elizabeth Gorcey)
- 1984 : Cotton Club : Patsy Dwyer (Jennifer Grey)
- 1984 : Les Démons du maïs : Vicky (Linda Hamilton)
- 1984 : Jeune et Innocent : Erica Burgoyne (Nova Pilbeam)
- 1985 : Wanda's Café : Georgia (Lori Singer)
- 1985 : Chorus Line : Val Clarke (Audrey Landers)
- 1985 : Ouragan sur l'eau plate : la journaliste télé (Darcy Flynn)
- 1985 : Ladyhawke, la femme de la nuit : Isabeau d'Anjou (Michelle Pfeiffer)
- 1986 : Cobra : Ingrid Knudsen (Brigitte Nielsen)
- 1986 : Une nuit de réflexion : l'actrice (Theresa Russell)
- 1987 : Suspect dangereux : Marilyn (Lisbeth Bartlett)
- 1987 : Five Corners : Mme Sabantino (Rose Gregorio)
- 1987 : Balance Maman hors du train : Beth Ryan (Kim Greist)
- 1988 : Mutations : Donna Moss (Kari Rose)
- 1988 : Duo à trois : Millie (Jenny Robertson)
- 1988 : Mystic Pizza : Kat Arujo (Annabeth Gish)
- 1988 : Une autre femme : Lynn (Frances Conroy)
- 1988 : Cocoon, le retour : Susan (Linda Harrison)
- 1988 : Faux-semblants : Cary (Heidi von Palleske)
- 1988 : Les Aventures du baron de Münchhausen : Daisy (Alison Steadman)
- 1988 : Presidio : Base militaire, San Francisco : Patty Jean Lynch (Jenette Goldstein)
- 1989 : Erik le Viking : Helga (Samantha Bond)
- 1989 : Sundown : La guerre des vampires : Sandy White (Deborah Foreman)
- 1989 : Turner et Hooch : Kathy Harper (Sharon Madden)
- 1989 : Calendrier meurtrier : Alison Hawkins (Faye Grant)
- 1991 : Venins : Malika (Sydney Penny)
- 1991 : Bingo : Natalie Devlin (Cindy Williams)
- 1991 : K2 : Cindy Jameson (Julia Nickson-Soul)
- 1991 : Pensées mortelles : Lauren (Star Jasper)
- 1991 : Troubles : Nancy Mercer (Debi A. Monahan)
- 1991 : La Vie, l'Amour, les Vaches : Bonnie Rayburn (Helen Slater)
- 1992 : Article 99 : Dr Robin Van Dorn (Lea Thompson)
- 1992 : Les Aventures d'un homme invisible : Ellen (Patricia Heaton)
- 1992 : J.F. partagerait appartement : Hedra « Hedy » Carlson (Jennifer Jason Leigh)
- 1993 : Bank Robber : Candy (Lisa Spikerman)
- 1993 : La Firme : Kay Quinn (Barbara Garrick)
- 1993 : La Disparue : Rita Baker (Nancy Travis)
- 1993 : État second : Carla Rodrigo (Rosie Perez)
- 1993 : Menace to Society : La fille à la fête (Yo-Yo)
- 1993 : Au nom du père : Carole Richardson (Beatie Edney)
- 1994 : Génération 90 : Vickie Miner (Janeane Garofalo)
- 1994 : La Famille Pierrafeu : Wilma Pierrafeu (Elizabeth Perkins)
- 1995 : Evil Ed : Barbara (Cecilia Ljung)
- 1995 : Dream Man : Kris Anderson (Patsy Kensit)
- 1995 : Les Disparues du pensionnat : Emily (Ann Warn Pegg)
- 1995 : Le Maître des illusions : Jennifer Desiderio (Sheila Tousey)
- 1995 : Raison et Sentiments : Charlotte Palmer (Imelda Staunton)
- 1996 : Pinocchio : Felinet (Bebe Neuwirth)
- 1996 : Les Virtuoses : Sandra (Melanie Hill)
- 1996 : Mrs. Winterbourne : Christine (Jane Krakowski)
- 1996 : Girl 6 : Girl #19 (Dina Pearlman) / Halle Berry (Halle Berry)
- 1997 : Kansas Blues : Kitty (Ashley Judd)
- 1998 : Big Party : Denise Fleming (Lauren Ambrose)
- 2000 : Nurse Betty : Betty Sizemore (Renée Zellweger)
- 2001 : Human Nature : Lila Jute (Patricia Arquette)
- 2003 : Thirteen : la femme d'affaires (CeCe Tsou)
- 2003 : Sexe, Lycée et Vidéo : Mme Lewis (Dey Young)
- 2004 : The Girl Next Door : Jeannie (Julie Osburn)
- 2004 : Toolbox Murders : Julia Cunningham (Juliet Landau)
- 2005 : Truman Capote : Marie Dewey (Amy Ryan)
- 2005 : Nuclear Target : Amanda Jacks (Emma Samms)
- 2005 : Un secret pour tous : Caroline (Rachel Dratch)
- 2005 : Jarhead : La Fin de l'innocence : la reporter (Donna Kimball)
- 2006 : Volver : la présentatrice télé (Yolanda Ramos)
- 2006 : A Scanner Darkly : Scientifique #1 (Angela Rawna)
- 2007 : La Rose noire : Maryam (Cécile Aubry)
- 2008 : Délire Express : Shannon Anderson (Nora Dunn)
- 2011 : Bucky Larson : Super star du X : Debbie Larson (Miriam Flynn)
- 2012 : Crazy Dad : Helen (Meagen Fay)
- 2012 : Song for Marion : Sujantha (Taru Devani)
- 2022 : La Bulle : la mère de Krystal (Maria Bamford (en))

#### Films d'animation
- 1982 : Dark Crystal : Kyra
- 1993 : L'Étrange Noël de monsieur Jack : Sally
- 1999 : Le Géant de fer : Annie Hughes
- 2000 : Chicken Run : Ginger
- 2000 : Casper : Le Nouveau Défi : Noëlla Beausapin
- 2000 : Les Razmoket à Paris, le film : Kira Watanabe-Fifrelin
- 2005 : Tom et Jerry : La Course de l'année : Tour de ville
- 2006 : Frère des ours 2 : Una
- 2009 : Superman/Batman : Ennemis publics : Amanda Waller, Killer Frost, Starfire, Giganta & Katana, une journaliste et voix additionnelles
- 2016 : Cigognes et compagnie : Sarah Gardner

### Télévision

#### Téléfilms
- Carol Kane dans :
  - Un appel dans la nuit (1993) : Jill Johnson
  - Le Destin d'Audrey (2003) : Missy Flanders
- Kristen Wilson dans :
  - Des amours de sœurcières (2005) : Miranda
  - Des amours de sœurcières 2 (2007) : Miranda
- Jill Morrison dans :
  - La Voix du cœur (2007) : Gillian
  - Danger en altitude (2007) : Judy Perez
- Patricia Heaton dans :
  - Retour d'amour (2005) : Sara Rosa Anselmi
  - Une leçon de vie (2008) : Ellen Cohen
- 1985 : Les Feux de l'été : Eula Varner (Cybill Shepherd)
- 1986 : Drame en trois actes : Jennifer Eastman (Emma Samms)
- 1991 : Final Verdict : Queenie (Amy Wright)
- 1992 : Justice pour mon fils : Misty (Jennifer McComb)
- 1992 : Business Woman : Venus Maria (Beth Toussaint (en))
- 1993 : Souvenir du Viêt-nam : Paxton Andrews (Jenny Robertson)
- 1994 : Une femme en péril : Carrie (Deanna Milligan (en))
- 1994 : Au nom de la vérité : Corrine Kaczmarek (Ann Jillian)
- 1994 : John Gotti, un truand à abattre : Cassie (Kathleen Laskey (en))
- 1995 : Abandonnée et trahie : Susie (Amy Steel)
- 1996 : Panique en plein ciel : Beth Lewis (Claudia Buffone)
- 1996 : Soupçons sur un champion : Vicky Cooke (Gwynyth Walsh)
- 1996 : Pour le meilleur et pour le pire : Kelly Krieger (Francie Swift)
- 1997 : Double mensonge : Alyson Haywood (Karen Sillas)
- 1997 : Le Fantôme d'Halloween : Patricia Petterson (Lela Ivey)
- 1997 : Secrets de famille : Lisa Chadway (Christie Lynn Smith (en))
- 1998 : Le Crime défendu : Katherine Murphy (Gaetana Korbin)
- 1998 : De parfaits petits anges : Lois Morgan (Tanja Reichert)
- 1999 : Trois mères pour un enfant : Diane (Jaclyn Smith)
- 2000 : Chasseurs de vampire : Lynette Hansen (Caroline Rhea)
- 2000 : Au-delà des apparences : Miriam Cohen (Cornelia Saborowski)
- 2000 : Recherche fiancée pour papa : Susannah Stanton (Valerie Bertinelli)
- 2001 : Les racines du destin : Marie Ste. Marie (Nicole Lyn)
- 2003 : L'Amour en cadeau : Brandi O'Neil (Jami Gertz)
- 2003 : À nous de jouer (en) : Cynthia Schlotsky (Linda Kash (en))
- 2003 : La Couleur du coton : Kathleen Chandler (Arija Bareikis)
- 2005 : La Loi de la séduction : Miranda Wells (Melanie Griffith)
- 2005 : Vengeance de femme : Lisa Calders (Juliet Landau)
- 2006 : La Dernière Énigme : Gwenda Halliday (Sophia Myles)
- 2007 : Captive du souvenir : Debbie Marsden (Jemma Blackwell)
- 2008 : La Vengeance faite femme : Becky (Marya Delver (en))
- 2009 : Sous le soleil de Miami : Connie (Nancy Millan)
- 2012 : J'ai épousé une star : Vivienne (Vicki Lewis)

#### Séries télévisées
- Sheryl Lee dans (10 séries) :
  - Twin Peaks (1989-1991) : Laura Palmer (18 épisodes)
  - L.A. Docs (en) (1998-1999) : Dr Sarah Church (22 épisodes)
  - Le Cartel (2003) : Marlene McDillon Cadena (mini-série)
  - Les Frères Scott (2005-2006) : Ellie Harp (9 épisodes)
  - Dr House (2006) : Stephanie Green (1 épisode)
  - Les Experts : Manhattan (2006) : Ellen Garner (1 épisode)
  - Dirty Sexy Money (2007-2009) : Andrea Smithson Darling (12 épisodes)
  - Lie to Me (2010) : Janet Brooks (1 épisode)
  - Psych : Enquêteur malgré lui (2010) : Dr Donna Gooden (1 épisode)
  - Twin Peaks: The Return (2017) : Laura Palmer (16 épisodes)
- Melanie Griffith dans (6 séries) :
  - Twins (en) (2005-2006) : Lee Arnold (18 épisodes)
  - Nip/Tuck (2010) : Brandie Henry (1 épisode)
  - Raising Hope (2012) : Tamara Collins (1 épisode)
  - Hawaii 5-0 (2014-2016) : Clara Williams (4 épisodes)
  - The Path (2017) : Jackie Richards (1 épisode)
  - SMILF (2019) : Enid (1 épisode)
- Jennifer Aniston dans (5 séries) :
  - Friends (1994-2002) : Rachel Green (1re voix, 194 épisodes)
  - Dirt (2007) : Tina Harrod (1 épisode)
  - 30 Rock (2008) : Claire Harper (1 épisode)
  - Cougar Town (2010) : Glenn (1 épisode)
  - The Morning Show (depuis 2019) : Alex Levy
- Alexia Robinson dans :
  - Savannah (1996-1997) : Cassandra « Cassie » Wheeler (14 épisodes)
  - Les Dessous de Veronica (1999) : Lana (1 épisode)
  - Les Feux de l'amour (2001-2002) : Alex Perez (9 épisodes)
- Sherri Saum dans :
  - Sunset Beach (1997-1999) : Vanessa Hart (343 épisodes)
  - Charmed (2001) : Ariel (1 épisode)
  - Body of Proof (2011) : Nina Wheeler (1 épisode)
- Juliet Landau dans (3 séries) :
  - Buffy contre les vampires (1997-2003) : Drusilla (17 épisodes)
  - Angel (2000-2004) : Drusilla (7 épisodes)
  - Esprits criminels (2012) : Catherine Heathridge (1 épisode)
- Kari Coleman dans :
  - Drop Dead Diva (2010) : Mme Tildon (1 épisode)
  - Switched (2013-2014) : Whitney (6 épisodes)
  - Scandal (2014) : Mme Morgan (1 épisode)
- Zuzanna Szadkowski dans :
  - Gossip Girl (2007-2012) : Dorota Kishlovsky (79 épisodes)
  - Elementary (2015) : Miranda Jantzen (1 épisode)
  - Gossip Girl (2021) : Dorota Kishlovsky (1 épisode)
- Robin Eisenman dans :
  - Drôles de dames (1979) : Janet Ames (1 épisode)
  - Automan (1984) : Laura Ferguson (1 épisode)
- Emma Samms dans :
  - Hôtel (1984-1985) : Kathleen Shaye / Kelly Howland (2 épisodes)
  - Dynastie 2 : Les Colby (1985-1987) : Fallon Carrington Colby (49 épisodes)
- Jane Sibbett dans :
  - Santa Barbara (1986-1987) : Jane Wilson (118 épisodes)
  - Une nounou d'enfer (1997) : Marcy Feldman / Morgan Faulkner (1 épisode)
- Emma Caulfield dans :
  - Beverly Hills 90210 (1995-1996) : Susan Keats (30 épisodes)
  - Private Practice (2009) : Leanne Thompson (1 épisode)
- Paula Marshall dans :
  - Spin City (1997-1998) : Laurie Parres (7 épisodes)
  - Mon oncle Charlie (2013) : Paula (2 épisodes)
- Lori Triolo dans :
  - Cold Squad, brigade spéciale (1998-1999) : l'inspectrice Jackie Cortez (15 épisodes)
  - Smallville (2010-2011) : Lieutenant Trotter (3 épisodes)
- Barbara Alyn Woods dans :
  - Chérie, j'ai rétréci les gosses (1999-2000) : Diane Szalinski (2e voix, saison 3)
  - Desperate Housewives (2009) : Laura Miller (1 épisode)
- Markie Post dans :
  - Destins croisés (2000) : Nancy Waldron / Peggy McIntyre (1 épisode)
  - Washington Police (2003-2004) : Audrey Livingston (2 épisodes)
- Audrey Wasilewski dans :
  - La Vie à cinq (2000) : Trudy (1 épisode)
  - Gilmore Girls (2005) : Sandra (1 épisode)
- Jami Gertz dans :
  - Ally McBeal (2000-2002) : Kimmy Bishop (5 épisodes)
  - Shark (2006) : Sara Metcalfe (1 épisode)
- Ann Cusack dans :
  - Ally McBeal (2001) : Rebecca Moore (1 épisode)
  - Boston Justice (2007) : Dr Donna Follette (1 épisode)
- 1972-1973 : Cannon : Mme Endicott / Mme Blessing (Nancy Priddy) (2 épisodes)
- 1978-1981 : Drôles de dames : Amy Jarvis / Sunny / Eva / Nancy Swenson (Nancy Fox) (5 épisodes)
- 1979 : Les Vampires de Salem : Bonnie Sawyer (Julie Cobb) (mini-série)
- 1979-1980 : Drôles de dames : Cissy Canfield / Bess Hemsdale (Elissa Leeds) (2 épisodes)
- 1979-1982 : Shérif, fais-moi peur : Daisy Duke (Catherine Bach) (72 épisodes)
- 1980 : Drôles de dames : Bianca Blake (Patti D'Arbanville) (1 épisode) & Jenny Wills (Dawn Jeffory) (1 épisode)
- 1981 : L'Île fantastique : Dr Carla Frankenstein (Lynda Day George) (1 épisode)
- 1981-1984 : L'Homme qui tombe à pic : Jody Banks (Heather Thomas) (90 épisodes)
- 1982-2012 : Des jours et des vies : Nikki Wade / Lexie Carver (Renée Jones) (1786 épisodes)
- 1983 : La Vengeance aux deux visages : Lisa (Jennifer Nairn-Smith) (mini-série)
- 1983 : Hôtel : Isabel Darby (Tracy Nelson) (1 épisode) & Miranda Hardwick (Heather Locklear) (1 épisode)
- 1984 : Madame est servie : Rosie (Diane Robin) (1 épisode)
- 1984-1986 : Batman : Barbara Gordon/Batgirl (Yvonne Craig) (26 épisodes)
- 1984-1988 : Drôle de vie : Dorothy « Tootie » Ramsey (Kim Fields) (98 épisodes)
- 1984-1989 : Aline et Cathy : Jennie Lowell (Allison Smith) (115 épisodes)
- 1985 : Lady Blue : Marla (Jodi Wright) (1 épisode)
- 1985 : Arabesque : Jane Pascal (Linda Blair) (1 épisode)
- 1985 : Chasseurs d'ombres : Christy (Teresa Ganzel) (2 épisodes)
- 1985-1986 : La croisière s'amuse : Amy (Teri Hatcher) (19 épisodes)
- 1987 : Hôtel : Hayley Cole (Claudia Lonow) (1 épisode)
- 1987 : À nous deux, Manhattan : Candice Alexander (Lynne Griffin) (mini-série)
- 1988 : Falcon Crest : Melissa Agretti (Ana Alicia) (4 épisodes)
- 1989 : Madame est servie : Martha Lambert (Alison Elliott) (1 épisode)
- 1989-1990 : Côte Ouest : Paula Vertosick (Melinda Culea) (28 épisodes)
- 1990-1991 : Corky, un adolescent pas comme les autres : Sharon Galloway (Nancy Stephens) (2 épisodes)
- 1991 : Parker Lewis ne perd jamais : Harriet Guzman (Lesley Boone) (1 épisode)
- 1991-1993 : Detective Extralarge : Mme Martinez (Vivian Ruiz) (11 épisodes)
- 1991-1993 : Harry et les Henderson : Sara Henderson (Carol-Ann Merrill) (72 épisodes)
- 1992 : Parker Lewis ne perd jamais : Shannen Doherty (Shannen Doherty) (1 épisode) & Terri (Chelsea Lee) (1 épisode)
- 1992-1993 : Melrose Place : Rhonda Blair (Vanessa Williams) (32 épisodes)
- 1993 : La Fête à la maison : Mickey (Molly Morgan) (1 épisode)
- 1993-1994 : Sauvés par le gong : Les Années lycée : Leslie Burke (Anne Tremko) (19 épisodes)
- 1994 : Absolutely Fabulous : Dream Saffron (Helena Bonham Carter) (1 épisode)
- 1994 : Beverly Hills 90210 : Janice Williams (2 épisodes)
- 1994 : Le Fléau : Sally Campion (Hope Marie Carlton) / Gina McCone (Sarah Schaub) (mini-série)
- 1994 : Melrose Place : Susan Madsen (Cheryl Pollak) (8 épisodes)
- 1995 : Docteur Quinn, femme médecin : Belle Star (Melissa Clayton) (1 épisode)
- 1995-1997 : Ned et Stacey : Amanda Moyer (Nadia Dajani) (46 épisodes)
- 1995-2000 : Xena, la guerrière : Lila (Willa O'Neill) (6 épisodes)
- 1996 : Arabesque : Greta Bayer (Audrey Landers) (1 épisode)
- 1996 : JAG : Lieutenant Sarah Williams (Brook Susan Parker) (1 épisode)
- 1996 : Sept à la maison : Abby Morris (Faye Grant) (1 épisode)
- 1996 : Au-delà du réel : L'aventure continue : Melissa McCammon (Sheena Easton) (1 épisode)
- 1996 : Bugs : Joy (Su Lin Looi) (2 épisodes)
- 1996 : Couleur Pacifique : Julie Tate (Essence Atkins) (10 épisodes)
- 1996 : Tout le monde aime Raymond : Ally Barone (Madylin Sweeten) (1re voix, saison 1) (22 épisodes)
- 1996 : New York Police Blues : Carla Leon (Courtney Delancey) (1 épisode) & Lisa (Jennie Vaughn) (1 épisode)
- 1996 : Docteur Quinn, femme médecin : Emma Morrison (Charlotte Chatton) (11 épisodes) & Melanie Brown (Suzanne Ventulett) (1 épisode)
- 1996-2005 : Tout le monde aime Raymond : Debra Barone (Patricia Heaton) (210 épisodes)
- 1997 : Voilà ! : Lorena (Shannon Maureen Brown) (1 épisode) & Crystal Bernard (Crystal Bernard) (1 épisode)
- 1997 : Demain à la une : Emma Shaw (Adrienne Shelly) (1 épisode) & Abby (Jessica Hecht) (1 épisode)
- 1997 : Sabrina, l'apprentie sorcière : Jean (Sarah Lancaster) (1 épisode) & la cuisinière (Susan Feniger) (1 épisode)
- 1997-1998 : Seinfeld : Rebecca DeMornay (Sonya Eddy) (2 épisodes)
- 1997-1998 : New York Police Blues : Naomi Reynolds (Gabrielle Fitzpatrick) (10 épisodes)
- 1997-1999 : X-Files : Aux frontières du réel : Susanne Modeski (Signy Coleman) (2 épisodes)
- 1997-1999 : Susan! : Maddy Piper (Andrea Bendewald) (48 épisodes)
- 1997-2001 : Spin City : elle-même (Rosie O'Donnell) (2 épisodes)
- 1998 : Profiler : Stephanie (Katherine Kendall) (1 épisode)
- 1998 : Docteur Quinn, femme médecin : Mme Zou (Lucy Lin) (1 épisode)
- 1998 : Buffy contre les vampires : Debbie Foley (Danielle Weeks) (1 épisode) & Theresa Klusmeyer (Megahn Perry) (1 épisode)
- 1998-2000 : Oh Baby : Tracy Calloway (Cynthia Stevenson) (44 épisodes)
- 1999 : Shasta : La serveuse (Lisa Boyle) (1 épisode)
- 1999 : X-Files : Aux frontières du réel : Sheila Fontaine (Victoria Jackson) (1 épisode)
- 1999 : Buffy contre les vampires : Veruca (Paige Moss) (3 épisodes)
- 1999-2001 : Farscape : Furlow (Magda Szubanski) (3 épisodes)
- 2000 : Shasta : Amber (Carla Mackauf) (1 épisode)
- 2000-2001 : Spin City : La journaliste (Lisa Dinkins) (3 épisodes)
- 2001 : Gilmore Girls : Ginger (Katie Layman) (1 épisode)
- 2001 : Preuve à l'appui : Ann Fletcher (Judith Moreland) (1 épisode)
- 2001 : Sydney Fox, l'aventurière : Jamie Palmerston (Tara Spencer-Nairn) (1 épisode)
- 2001 : Les Anges du bonheur : Diana Winslow (Delta Burke) (2 épisodes)
- 2001-2002 : Malcolm : Karen (Amy Farrington) (2 épisodes)
- 2002 : Odyssey 5 : Virginia Leonard (Kathryn Haggis) (1 épisode)
- 2002 : Les Anges du bonheur : Dr Josephs (Lee Garlington) (1 épisode) & Debbi Stonelake (Sherry Hursey) (1 épisode)
- 2002 : Apparitions : Madame Morse (Veena Sood) (mini-série)
- 2003 : The Lyon's Den : Madame Easton (Deirdre Lovejoy) (1 épisode)
- 2004 : Ash et Scribbs : Lauren Jackson (Katie Blake) (1 épisode)
- 2004 : Le Protecteur : Annie O'Rourke (Shannon O'Hurley) (1 épisode)
- 2004 : Boston Justice : Samantha Fleming (Dana Delany) (1 épisode)
- 2004 : Le Monde de Joan : Fran Montgomery (Jayne Atkinson) (1 épisode)
- 2004 : Cold Case : Affaires classées : Mavis Breen (Barbara Niven) (1 épisode)
- 2004 : Missing : Disparus sans laisser de trace : Officier Tamita (Jane Luk) (1 épisode)
- 2004 : Preuve à l'appui : Inspectrice Annie Capra (Arija Bareikis) (5 épisodes)
- 2004-2006 : La Pire Semaine de ma vie : Angela Cook (Alison Steadman) (17 épisodes)
- 2005 : Tru Calling : Compte à rebours : Anne Moore (Maria Marlow) (1 épisode)
- 2006 : Lost : Les Disparus : Joyce Malkin (Melissa Bickerton) (1 épisode)
- 2006 : Conviction : Kathleen Perry (Alice Barrett) (1 épisode)
- 2006 : Fallen : Lori Corbett (Chelah Horsdal) (mini-série)
- 2006 : Jane Eyre : Bessie Lee (Rebekah Staton) (mini-série)
- 2006-2007 : SMS, des rêves plein la tête : Julia Jarana (Alejandra Torray) (161 épisodes)
- 2007 : Dirty Sexy Money : Andrea Smithson Darling (Brooke Smith) (1 épisode)
- 2007 : Life : Alyssa Gibney (Cheryl White) (1 épisode)
- 2007 : Inspecteur Barnaby : Gwen Morrison (Marian McLoughlin) (1 épisode)
- 2007 : Big Love : Laura Grant (Anne Dudek) (4 épisodes)
- 2007 : Amour, Gloire et Beauté : Christine Blair (Lauralee Bell) (4 épisodes)
- 2008 : Pushing Daisies : Annabelle Vandersloop (Mary Kay Place) (1 épisode)
- 2008 : Desperate Housewives : Linda Flanagan (Suzanne Friedline) (1 épisode)
- 2008 : Eleventh Hour : Dr Bridget Ruscillo (Meagen Fay) (1 épisode)
- 2008 : Raison et Sentiments : Charlotte Palmer (Tabitha Wady) (mini-série)
- 2009 : Numbers : Nancy Olin (Stephanie Childers) (1 épisode)
- 2010 : Whitechapel : Jeanie McCormack (Samantha Best) (1 épisode)
- 2012 : NCIS : Enquêtes spéciales : Katie Happ (Amy Stewart) (1 épisode)
- 2012 : Psych : Enquêteur malgré lui : Grace Larsen (Glenne Headly) (1 épisode)
- 2013 : Top of the Lake : la marieuse (Sylvia Rands) (1 épisode)
- 2014 : Murder : Mme Stangard (Bonnie Burroughs) (1 épisode)
- 2014 : Brooklyn Nine-Nine : Gloria (Leslie Simms) (1 épisode)
- 2014 : Esprits criminels : Ellen Connell (Tina Holmes) (1 épisode)
- 2014-2015 : Les Enquêtes de Murdoch : Margaret Haile (Nicole Underhay) (7 épisodes)
- 2014-2015 : Remedy : Linda Tuttle (Catherine Disher) (10 épisodes)
- 2015 : Once Upon a Time : Reine Elinor (Caroline Morahan) (1 épisode)
- 2015 : Jordskott : Britta Lingvall (Zandra Andersson) (6 épisodes)
- 2016 : Major Crimes : Jan Adamms (Rebecca Metz) (3 épisodes)
- 2017-2018 : Brooklyn Nine-Nine : Kylie (Sarah Baker) (2 épisodes)
- 2017-2018 : Amour, Gloire et Beauté : Shirley Spectra (Patrika Darbo) (74 épisodes)
- 2018 : La Foire aux vanités : Lady Steyne (Sally Phillips) (mini-série)
- 2020 : Veneno : Juani (Juani Ruiz) (mini-série)
- 2020 : Bir Başkadır : Mesude (Gülçin Kültür Şahin) (mini-série)
- 2022 : We Own This City : Andrea Smith (Gabrielle Carteris) (mini-série)
- 2022 : The Watcher : Trish (Kate Skinner) (mini-série)
- 2022 : Les Enquêtes de Vera :   Pat Cringle (Angela Sims) (saison 11, épisode 5)
- 2023 : Servant : Beverly « Bev » Alcott (Denny Dillon) (saison 4)
- 2023 : Good Omens : Mlle Sandwich (Donna Preston (en)) (saison 2)

#### Émission
- 2021 : Friends : Les Retrouvailles : Jennifer Aniston

#### Séries d'animation
- 1962-1987[8] : Les Jetson : Judy Jetson
- 1970-1971[9] : Makko : Mako Urashima
- 1982-1984[10] : Mes tendres années : Lydia
- 1984 : Cathy la petite fermière : la petite fille
- 1984 : Laura ou la Passion du théâtre : Laura Nessonier
- 1985 : Dan et Danny : Dan
- 1985 : Tobikage : Lenny
- 1985 : Julie et Stéphane : Marie, la comtesse Françoise de Gourmont, Martha, Nathalie
- 1987 : Du Côté de chez Alf[11] : Rhonda
- 1987 : Jem et les Hologrammes : Kimber (voix de remplacement)
- 1987-1988 : Max et Compagnie : Sabrina / Madoka, Manami (OAV 3 à 8)
- 1988 : Nicky Larson : Misa (épisodes 68 et 69), Nadia (épisode 75)
- 1988 : Les Chevaliers du Zodiaque : June (épisode 69), Natasha, la mère de Hyōga
- 1988 : RoboCop : l'officier Anne Lewis
- 1989 : Cubitus : Sherry (voix de remplacement)
- 1989-1991 : Captain N : Princesse Lana (Venus Terzo)
- 1989-1992 : Ranma ½ : Annabelle, Frédérique, Géraldine, Amandine et la grand-mère de Bambou
- 1991 : Cupido : Sophie
- 1993 : Le Tour du monde en quatre-vingts jours[12] : Romi
- 1993-1994 : Le Maître des bots : T4
- 1996-1997 : La Patrouille des Aigles[13] : Dr Francine Aikens et Nancy Aikens
- 1997 : Princesse Shéhérazade : Aziza (épisode 26)
- 1997 : Ivanhoé, chevalier du roi : Rowena
- 1998 : Hercule : Galatea
- 1998 : Les Supers Nanas : Mlle Keane (épisode 14)
- 2002 : Quoi d'neuf Scooby-Doo ? : la shérif Ellen Perkins
- 2002 : Jackie Chan : la mère de Jade (épisodes 25 et 26)
- 2003-2005 : Jenny Robot : XJ-5
- 2007-2008 : El Tigre : Les Aventures de Manny Riviera : Maria Riviera
- 2009 : Ben 10: Alien Force : Naljian
- 2009[14]-2023 : Archer : Pamela Poovey
- 2010 : Star Wars: The Clone Wars : Mina Bonteri (épisode 54)
- 2011 : Wakfu : Matriarche Cra
- 2016 : La Ligue des justiciers : Action : Big Barda (1re voix) et l’ordinateur du hall  (épisode 3)

### Jeux vidéo
- 2000 : 007 Racing
- 2002 : Kingdom Hearts : Sally
- 2005 : Kingdom Hearts 2 : Sally
- 2006 : Le Parrain : Mama Corleone
- 2009 : Scooby-Doo! Opération Chocottes : Véra
- 2010 : Alan Wake : Alice Wake
- 2023 : Alan Wake 2 : Alice Wake et Donna

### Publicités
- Publicité L'Oréal : Jennifer Aniston
- Publicité Bonux : la mère

### Direction artistique
Dorothée Jemma est également directrice artistique.
Films
- 1994 : Leprechaun 2
- 1997 : Leprechaun 4 : Destination cosmos
- 2002 : Mission Alcatraz
- 2003 : Leprechaun 6 : Le Retour
- 2008 : Lovers
- 2014 : L'Incroyable Histoire de Winter le dauphin 2
- 2016 : Equity

Film d'animation
- 2008 : Batman : Contes de Gotham
- 2009 : Wonder Woman

Téléfilms
- 2006 : La Famille Frappadingue
- 2008 : Flirt à Hawaï
- 2013 : Le cœur a ses raisons : Le Journal d'une institutrice

Séries télévisées
- 2004-2010 : Les Feux de l'amour
- 2010-2012 : Hôpital central
- 2013-2016 : Le cœur a ses raisons
- 2014-2018 : Des jours et des vies

Série d'animation
- 2016-2018 : La Ligue des justiciers : Action (co-direction avec Céline Krief[15])

### Médias externes
- Interview de Dorothée Jemma sur You Tube (propos recueillis le 8 février 2016)
- Reportage M6 : Interview des voix françaises de Julia Roberts (Céline Monsarrat), Bruce Willis (Patrick Poivey) et Jennifer Aniston (Dorothée Jemma) (le 5 avril 2010)